# 红旗镇 (七台河市)
红旗镇，是中华人民共和国黑龙江省七台河市新兴区下辖的一个乡镇级行政单位。

## 行政区划
红旗镇下辖以下地区：
红旗村、红胜村、红新村、红光村、红升村、红卫村、红鲜村、新起村、新村、东升村、曙光村、太和村、东风林场生活区、大六林场生活区、新兴林场生活区和新建林场生活区。